# Smaragdfingersvamp
Smaragdfingersvamp (Ramaria echinovirens) är en svampart som beskrevs av Corner, K.S. Thind & Dev 1957. Enligt Catalogue of Life ingår Smaragdfingersvamp i släktet Ramaria,  och familjen Gomphaceae, men enligt Dyntaxa är tillhörigheten istället släktet Ramaria,  och familjen Ramariaceae. Arten är reproducerande i Sverige. Inga underarter finns listade i Catalogue of Life.